# Scoparia gallica
Scoparia gallica là một loài bướm đêm trong họ Crambidae.